# Anton Zupančič (duhovnik)
Jakob Anton Zupančič, slovenski rimskokatoliški duhovnik in teološki pisec, * 13. januar 1841, Ljubljana, † 7. september 1915, Ljubljana.

## Življenje in delo
Rodil se je v Trnovu očetu Jakobu st. in materi Mariji (rojena Novak). Zupančič je v rojstnem mestu obiskoval gimnazijo (1856–1864) in študiral bogoslovje (1864–1868). Kaplanoval je v Šmartnem pri Litiji (1868-1871),  Mengšu (1871-1875), Cerkljah na Gorenjskem (1875-1877) in  Ljubljani v Šentjakovski cerkvi (1877–1881), od koder ga je škof Pogačar 1882 poklical za predavatelja na ljubljansko bogoslovje za predmete, ki so se tedaj edini poučevali v slovenskem jeziku: pastoralko s katehetiko in pedagogiko. Leta 1909 je bil upokojen.
Zupančič je bil škofijski šolski inšpektor, prejel naslov škofijski konzistorni svetnik, leta 1898 tudi naslov papeževega komornika.
Kot bogoslovec in kaplan je objavljal leposlovne in poučne črtice v raznih listih Prvi na Slovenskem je pisal o vožnji z balonom (Koledar Mohorjeve družbe, 1865; članek je bil delno cenzuriran). V knjigi je izšel Zupančičev nemški prevod  Fabiola ali cerkev v katakombah (1867). Bil je prvi predsednik  Katoliškega tiskovnega društva (1887-1903). Organizacijsko in gospodarsko je razvil ter utrdil je Katoliško tiskarno (predhodnico kasnejše tiskarne Ljudska pravica) s knjigoveznico in knjigarno, ki je izdajala verski tisk.
Ker ni bilo učbenikov, je v samozaložbi po snopičih izdajal Duhovno pastirstvo (1884–1894), kjer se je mdr. zavzel za slovensko terminologijo; delo je sestavil po raznih predlogah tujih avtorjev, pri čemer je liturgični del zasnoval zgodovinsko-razvojno, ne samo opisno. Pri 2. popravljeni izdaji je izločil poglavje Katehetika in ga 1893 v samozaložbi objavil kot samostojno delo.